# 나나난 기리코
나나난 기리코(일본어: 魚喃 キリコ, なななん きりこ, 1972년 12월 14일 ~ )는 일본의 만화가이다.

## 작품
- 블루 1997
- 호박과 마요네즈 (南瓜とマヨネーズ ) 1997
- strawberry shortcakes 2003

## 영화로 제작
- 블루 2001